# 太子宮堡
太子宮堡，又作太子宮保，是臺灣南部自清治時期至日治初期的一個行政區劃，其範圍即今臺南市的新營區中部。
太子宮堡西邊為鹽水港堡，北邊為下茄苳南堡，東邊及南邊為鐵線橋堡。

## 沿革
「太子宮保」一名可見於乾隆廿九年（1764年）的《續修臺灣府志》，是當時諸羅縣的39保之一:24。又根據同治年間的《臺灣府輿圖纂要》，太子宮保底下除了作為保頭的太子宮之外，另轄有新營、茄苳脚、舊廍、角帶圍四莊:24。

## 管轄街庄
太子宮堡共轄5個庄：
- 今新營區境內：新營庄、茄苳腳庄、太子宮庄、舊廍庄、下角帶圍庄